# それいけ!アンパンマン てのひらを太陽に
『それいけ!アンパンマン てのひらを太陽に』（それいけアンパンマン てのひらをたいように）は1998年7月25日公開の映画『それいけ!アンパンマン』シリーズ通算第10作。同時上映作品は『それいけ！アンパンマン アンパンマンとおかしな仲間』（それいけアンパンマン アンパンマンとおかしななかま）。
全日本私立幼稚園連合会、社会福祉法人日本保育協会推薦作品。キャッチコピーは『かならずぼくがたすけにいくよ くらやみの世界に太陽を!!』。

## 概要
映画化10年記念作品および日本テレビ開局45年記念作品として制作された。
本作ではやなせが作詞した童謡「手のひらを太陽に」をテーマにしており、シャイン王子とブラック大魔王との戦いにアンパンマン達が巻き込まれていくことから物語は進んでいく。
脚本の藤田伸三は95年からテレビシリーズの脚本を手掛けていたものの、劇場版は初登板だった。ゲスト声優として、ヒロインのリナちゃん役に菊池桃子、シャイン王子役に前作「虹のピラミッド」でレインボー王子を演じた福澤朗が起用された。なお、本作はまだセル画が中心であるが、CGが多用されている。
配給会社である松竹富士は1999年8月31日に経営合理化で解散したため、本作を最後にアンパンマン映画シリーズの配給を終了している。次作「勇気の花がひらくとき」からは、東京テアトルとメディアボックスの共同配給となった。
劇場版本編にどんぶりまんトリオが登場しない初めての作品でもあり、本作以降は不定期出演となる。本作は強制変身ではなく、敵によって石化される。石化は第5作『恐竜ノッシーの大冒険』以来5年ぶりである。

## あらすじ
だいこん役者率いるでんでん一座がお芝居をしにやって来た。一座の中にはオカリナが上手なリナちゃんの姿もあったが、リナちゃんはいつも寂しそう。
それは、かつてくらやみ谷でブラック大魔王と戦い、自ら封印されたシャイン王子を想っていたからであった。彼女の気持ちを知っただいこん役者たちはSLマンに乗って、くらやみ谷に行くことを決意する。
一方、この話を聞いたばいきんまん達も早速くらやみ谷へ向かったが、壺に封印されていたブラック大魔王を復活させてしまったのだ。
世界はブラック大魔王によって闇に包まれ、くらやみ谷へ向かったSLマンたちの身にも危機が迫る。アンパンマン達は世界を暗闇から守ることができるのか?

## 登場キャラクター（キャスト）
詳細はアンパンマンの登場人物一覧を参照。

### レギュラーキャラクター
アンパンマン
声 - 戸田恵子
本作では終盤にブラック大魔王を再び封印する為にヤミラの剣という武器を使って戦う場面がある。
ばいきんまん
声 - 中尾隆聖
当初は闇の王になる事を目的にしていた。本作ではアンパンマンと戦う事はなく（ブラック大魔王の味方だといって、ジャムおじさん達の救援やアンパンマンの新しい顔を妨害しようとはしたが）、ブラック大魔王の封印を解いてからは第三者のような立場であった。
ジャムおじさん
声 - 増岡弘
アンパンマンの新しい顔を焼く為にアンパンマン号に向かう途中お腹がつっかえてしまう場面がある。
バタコさん
声 - 佐久間レイ
ジャムおじさんとめいけんチーズと一緒にアンパンマン達を助ける為にアンパンマン号で駆けつけた。
めいけんチーズ
声 - 山寺宏一
アンパンマンの新しい顔を焼く為にアンパンマン号まで塞がれていた道を掘って道を切り開いている。
しょくぱんまん
声 - 島本須美
ブラック大魔王によって石にされてしまうが、ブラック大魔王が再び封印され元に戻った時に自分を元に戻そうと奮闘したドキンちゃんにお礼を言った。
カレーパンマン
声 - 柳沢三千代
ブラック大魔王によって石にされてしまうが、ブラック大魔王が再び封印された事で元に戻った。石になっている時はドキンちゃんにぞんざいな扱いをされていた。
メロンパンナ
声 - かないみか
SLマンに乗り遅れただいこんやくしゃを送り、そのままでんでん一座に同行する。リナちゃんとだいこんやくしゃと共にブラック大魔王に追い詰められるが、ロールパンナとアンパンマン達に助けられる。その後、一度やられたロールパンナがマリンと一緒に駆けつけた時は彼女達を庇いブラック大魔王によって石にされてしまうが、ブラック大魔王が再び封印された時に元に戻った。
ドキンちゃん
声 - 鶴ひろみ
当初は闇の女王になる事を目的にしていた。ばいきんまんと同じく一緒にブラック大魔王の封印を解いてからは第三者のような立場になったが、しょくぱんまんがブラック大魔王によって石にされた時は彼を元に戻そうと奮闘した。
ホラーマン
声 - 肝付兼太
ドキンちゃん目当てなのか何故かくらやみ谷にいたが、ばいきんまん達と合流して一緒にブラック大魔王の封印を解いてからは彼らと同じく第三者のような立場になった。ドキンちゃんと一緒に石にされたしょくぱんまんとカレーパンマンを元に戻そうとした。
ロールパンナ
声 - 冨永みーな
メロンパンナの危機を知り途中参戦。アンパンマン達と協力するが、ブラック大魔王の竜巻攻撃で海へ吹っ飛ばされてしまう。その後、海に沈んでいたところをマリンに助けられ一緒に再びブラック大魔王に挑むが、マリンと一緒に石にされてしまう。ブラック大魔王が再び封印されて元に戻った時はマリンと一緒に何処へと去っていった。本作ではブラックロールパンナに変身しない。
でんでん一座
だいこんやくしゃ
声 - 坂口哲夫
本作ではムードメーカー的な存在でブラック大魔王に見得を切る事が多いが、メロンパンナとリナちゃんを守る為に奮闘する。
EDでは｢だいこん役者｣とだいこんは平仮名、役者は漢字表記で紹介した。
だいこん座長
声 - 山寺宏一
ゆでたまごちゃん
声 - 原えりこ
さつまあげどん
声 - 坂本千夏
ちくわん
声 - 中村ひろみ
つみれくん
声 - 柳沢三千代
こんにゃくん
声 - 佐久間レイ
こんぶくん
声 - 無し
ブラック大魔王によってみんな石にされてしまうが、ブラック大魔王が再び封印された事で元に戻った。
SLマン
声 - 西村朋紘
でんでん一座を土蔵型の客車に乗せている。ブラック大魔王によって石にされてしまうが、最後の力を振り絞ってパン工場にSOSを送った。ブラック大魔王を再び封印した事で元に戻った。
カバオくん
声 - 山寺宏一
ピョン吉
声 - 原えりこ
ウサ子
声 - 中村ひろみ
ちびぞうくん
声 - 坂本千夏

### ゲストキャラクター
オカリナ姫のリナちゃん（オカリナひめのリナちゃん）
声 - 菊池桃子
性別 - 女
でんでん一座と旅をしながら、シャイン王子を探している少女。その正体はシャイン王子の恋人のオカリナ姫。その名の通りオカリナが上手。
最初はオカリナ姫とほぼ同じ服装である。しかし、ブラック大魔王が倒された後、シャイン王子を心配していたら剣からあふれ出た光のオーラに包まれ、ドレス姿のお姫様になる。
なお、名前と外見はTV版におけるオカリナ姫と類似しているが、別人で無関係。
シャイン王子（シャインおうじ）
声 - 福澤朗（当時・日本テレビアナウンサー）
性別 - 男
ブラック大魔王と戦い、刺し違える形でヤミラの剣に封印された光の王子。好きな歌は『てのひらを太陽に』。ブラック大魔王が倒された後呪いが解け復活した。外見はオカリナ姫以上に人間に近い。
ブラック大魔王（ブラックだいまおう）
声 - 大友龍三郎
性別 - 男
闇の世界を支配している巨大な大魔王。くらやみ谷の壺の中に閉じ込められていたが、闇の王になろうとしたばいきんまん達によって呼び起こされてしまった。腕のひと振りで人を吹き飛ばし、体を回転させて竜巻を起こす。口から何でも石に変える黒い煙を吐き出す。白い物と光が苦手で、シャイン王子に倒された為に復讐せんと彼を探し求め暴れまわる。更には復活した影響で世界が闇に包まれる。
SLマンやでんでん一座（だいこんやくしゃ以外）、しょくぱんまん、カレーパンマン、メロンパンナ、果てはロールパンナとマリンまで石にしてしまうが、ヤミラの剣を持ったアンパンマンに闇を払われヤミラの剣の光を宿した『サンシャインアンパンチ』で敗北、粉々になって再び封印された。外見・声優・設定は化石の魔王に似ているが、体色は真っ黒。
マリン
性別 - 男
「ゆうれい船をやっつけろ!!」に登場した海の白馬。ブラック大魔王に吹き飛ばされ海に沈んだロールパンナを助けた。彼女を乗せてくらやみ谷へ行きブラック大魔王に立ち向かったが、彼女と一緒に石にされてしまう。ブラック大魔王が再び封印されて元に戻ると、ロールパンナを乗せてどこかへと去っていった。本作では鳴き声は発していない。

### その他の登場キャラクター
ふでじいさん
ヨーカンマダム
崖から落ちたところをアンパンマンに助けられた。
クマ太
クマ太のお父さん
嵐に巻き込まれたところをアンパンマンに助けられた。
フラワー姫
チューリップさん
ゆりさん
アネモネさん
水仙さん
アンパンマンに花に水をやってもらった。
くじらのクータン
イルカのベソ
ルカじいさん
チビマリン
サニー姫
海賊ロブスター
マイマイの子供
しんじゅ姫・アコヤ
ヤドカリくん
ココ
ヤッシーくん
パイナップルマン
パインちゃん
モカ
ノッシー
海で他のキャラと共にアンパンマンを見送った。
以上、オープニングに登場。
みみせんせい
ウサお
ネコ美
ブタお
コン太
モン吉
キーコ
　森で空腹になって泣いていたところをアンパンマンに助けられた。
以上、でんでん一座のお芝居を見る客として登場。

## 用語
ヤミラの剣（ヤミラのけん）
光の剣。シャイン王子が封印されていた。オカリナ姫をドレス姿にし、シャイン王子の封印が解かれた。
くらやみ谷（くらやみだに）
ブラック大魔王を封印した壺がある暗い谷。
光の谷（ひかりのたに）
アンパンマンがブラック大魔王を封印した後、くらやみ谷が変貌した姿。

### 乗り物と道具
アンパンマン号
ドキンUFO
オカリナ

### バイキンメカ
バイキンUFO

## スタッフ
- 製作総指揮 - 漆戸靖治
- 製作 - 加藤俊三
- 原作 - やなせたかし「てのひらをたいように」（フレーベル館刊）
- 企画 - 平井文宏
- プロデューサー - 山﨑喜一朗、中谷敏夫、柳内一彦
- 主題歌 - 三木たかし
- 音楽 - いずみたく、近藤浩章
- 脚本 - 藤田伸三
- キャラクターデザイン・作画監督 - 前田実
- 美術 - 横山幸博、池上みどり
- 撮影 - 長谷川肇
- 音響監督 - 山田悦司[2]、山田智明
- 音楽監督 - 鈴木清司
- 音響効果 - 糸川幸良
- 編集 - 鶴渕允寿
- CGI - 川越淳
- アシスタントプロデューサー - 山下洋
- 助監督 - 大原実
- 監督 - 永丘昭典
- 原画 - 菖蒲隆彦、大道博政、大久保修、山本天志、星名靖男、南雲公明、笠原彰、清水義治、伊東誠、阿部司、高田晴仁、佐藤徹
- ストーリーボード - 永丘昭典、川越淳、大原実
- 文芸担当 - 小野田博之
- 制作担当 - 山口一郎
- デジタルアニメーション協力 - Apple Computer株式会社、アドビシステムズ、EPSON、株式会社セルシス
- アニメーション制作 - キョクイチ東京ムービー
- 配給 - 松竹富士
- 製作 - アンパンマン製作委員会（日本テレビ放送網、松竹富士、キョクイチ、バップ、やなせスタジオ）

## 楽曲
オープニング『アンパンマンのマーチ』
エンディング『勇気りんりん』
作詞：やなせたかし、作曲：三木たかし、編曲：大谷和夫、歌：ドリーミング
テーマ曲『てのひらを太陽に』
作詞：やなせたかし、作曲：いずみたく、編曲：小西貴雄、歌：小夏・ひとみ・レイナ
アニメ30周年を記念して2018年に発売されたアルバム『それいけ!アンパンマン ムービーソングコレクション』には「てのひらを太陽に（えいがバージョン）」の曲名で収録されている。

## それいけ!アンパンマン アンパンマンとおかしな仲間
『それいけ!アンパンマン てのひらを太陽に』の同時上映作品で、『おむすびまんとおばけやしき』と『クリームパンダとおかしの国』（クリームパンダとおかしのくに）の2本立てとなっている。

### 概要
前作同様に数本立てのオムニバス形式。『クリームパンダとおかしの国』でクリームパンダが映画初出演し、俳優山田まりやも出演している。また、前作まで登場していたしょくぱんまんとカレーパンマンは本作には登場しない。

### あらすじ
おむすびまんとおばけやしき
- 監督：矢野博之、脚本：日吉恵

パン工場におむすびまんから手紙が来た。手紙の指示により、アンパンマンが講談形式で手紙の内容を語ることになった。
ある日のこと、おむすびまんとこむすびまんはある茶屋で休息をとっていた。しかし、店員に扮していたばいきんまんとドキンちゃんによって井戸に落とされてしまう。井戸の底には、まるでお化け屋敷のような館が建っていた。
クリームパンダとおかしの国
- 監督：阿部司、脚本：米村正二

おかしの国に行くことを楽しみにしていたクリームパンダは、待ちきれずにメロンパンナと共に先におかしの国を訪問した。しかし、ばいきんまんとドキンちゃんがやって来ておかしの国をクリスタルの壁で覆い海に沈めてしまう。

### 登場キャラクター（キャスト）

#### レギュラーキャラクター
アンパンマン
声 - 戸田恵子
『おむすびまんとおばけやしき』では、「あんこ亭あんぱん」名義でおむすびまんからの手紙を（おむすびまんからの指名で）講談形式で読む。
ばいきんまん
声 - 中尾隆聖
『おむすびまんとおばけやしき』では、アンパンマンの講談の中で登場し、アンパンマン達と直接絡んでいない。
ジャムおじさん
声 - 増岡弘
バタコさん
声 - 佐久間レイ
めいけんチーズ
声 - 山寺宏一
メロンパンナ
声 - かないみか
おかしの国の住人とは初対面となっている。『クリームパンダとおかしの国』では一瞬だけ配色ミスで後姿がアンパンマンと同じ色になっていた。
ドキンちゃん
声 - 鶴ひろみ
『おむすびまんとおばけやしき』では、ばいきんまん同様アンパンマンの講談の中で登場する。
かびるんるん
『おむすびまんとおばけやしき』では、ろくろ首、のっぺらぼう（おむすびまんとこむすびまんの姿）、傘化け（洋風）に化けた。

#### 『おむすびまんとおばけやしき』の登場キャラクター
おむすびまん
声 - 京田尚子
劇場版の台詞付き登場は『恐竜ノッシーの大冒険』以来、同時上映作品での登場は『おむすびまん』以来となる。
こむすびまん
声 - 林原めぐみ
劇場版の台詞付き登場および同時上映での登場は『こむすびまんとお祭りロボット』以来となる。

#### 『クリームパンダとおかしの国』の登場キャラクター
クリームパンダ
声 - 長沢美樹
劇場版での登場は今回が初。
ケーキちゃん
声 - 山田まりや
テレビシリーズとは外見が異なる（オカリナ姫のリナちゃんと同様、目もより輝かしくなっている）。
ゼリーちゃん
声 - 萩原果林
プリンちゃん
声 - 稀代桜子
TVアニメとは異なり、ばいきんまんにほかのキャラクター同様に襲われる。
シュークリームくん
声 - 仲尾あづさ
エクレアさん
プリンちゃんたちと一緒にばいきんまんに狙われる。
アイスキャンデーマン
フラッペちゃん
アイスちゃん
ストロベリーアイス
チョコアイス

### 乗り物
飛行船アンパンマン号
ドキンUFO

#### バイキンメカ
バイキンUFO
一つ目入道ロボ（ひとつめにゅうどうロボ）
『おむすびまんとおばけやしき』で登場。一つ目入道を模した、だだんだん型の巨大ロボット。手に金棒を持っている。おむすびまんとこむすびまんをお化け屋敷に迷い込ませ、やっつけようとした。おむすびまんに頭部を破壊された後、操縦席のばいきんまんとドキンちゃんにこむすびまんが梅干しを投げ込んで、制御できなくなったところに、ロケットパンチを誘導されて爆発した。
だだんだん
『クリームパンダとおかしの国』で登場。何故か角がない。口から吐くクリスタルの液でおかしの国を覆い、ドキンちゃんが操縦するシーボーズ2号と連携し、海中におかしの国を沈め、誰も立ち入れないようにして、ばいきんまん・ドキンちゃん・かびるんるんでおかしの国を食い荒らした。クリームパンダの活躍で壁が取り除かれた後、住民を助けにきたアンパンマンのマントをフリーズビームで凍らせたが、クリームパンダに光線の方向を変えられてドキンUFOを凍らせてしまい、アンパンチで吹き飛ばされてUFOと激突し、大爆発した。
フリーズビーム
だだんだんが装備していた冷凍光線銃。光線で何でも凍らせる。
シーボーズ2号
『クリームパンダとおかしの国』で登場。ドキンちゃんが一人で操縦し、ばいきんまんの乗るだだんだんと協力しておかしの国を占領した。その後、クリームパンダが一人で操縦していることから、操縦は比較的容易といえる。戦闘には参加していない。

### スタッフ
- 原作 - やなせたかし
- キャラクターデザイン - 山田みちしろ、前田実
- 作画監督 - 伊東誠、阿部司
- 原画 - 伊東誠、星野絵美、阿部司
- 美術監督 - 光本博行
- 撮影監督 - 白尾仁志
- 音響監督 - 山田智明
- 音楽監督 - 鈴木清司
- 音響効果 - 糸川幸良
- 編集 - 鶴渕和子
- 製作総指揮 - 漆戸靖治
- プロデューサー - 山﨑喜一朗、中谷敏夫、柳内一彦
- アニメーション制作 - 東京ムービー
- 配給 - 松竹富士
- 製作 - アンパンマン製作委員会（日本テレビ放送網、松竹富士、キョクイチ、バップ、やなせスタジオ）

### 楽曲
エンディング曲『ぼくはクリームパンダ』
作詞：やなせたかし、作曲：千沢仁、編曲：近藤浩章、歌：長沢美樹
挿入歌『ケーキをつくるうた』
作詞：やなせたかし、作曲・編曲：近藤浩章、 歌：ドリーミング